# Arthur Smith (rugby à XV)
Pour les articles homonymes, voir Arthur Smith et Smith.
Pas d'image ? Cliquez ici

a Compétitions nationales et continentales officielles uniquement.

b Matchs officiels uniquement.
Arthur Robert Smith, né le 23 janvier 1933 à Castle Douglas et mort le 2 février 1975 à Édimbourg, est un joueur de rugby à XV écossais, évoluant au poste d'ailier. 

## Biographie
Arthur Smith joue avec le club de l'université de Cambridge, pour l'équipe d'Écosse et les Lions britanniques et irlandais. Il est considéré comme un des vingt plus grands joueurs écossais de l'histoire. Avec l'équipe d'Écosse, il n'a jamais été écarté d'une sélection depuis son premier match au Tournoi des Cinq Nations 1955. Il marque plus d'une dizaine d'essais. Il est en 1962 à la fois capitaine du XV écossais et des Lions, ce qui est remarquable pour un ailier. Il participe à la tournée en Afrique du Sud à la fois avec l'Écosse, les Lions et les Barbarians. Il décède en 1975, à l'âge de 42 ans d'un cancer.

## Statistiques

### Avec l'équipe d'Écosse
- 33 sélections entre 1955 et 1962.
- 58 points en test matchs (12 essais, 6 pénalités, 2 transformations).
- Sélections par années : 3 en 1955, 4 en 1956, 4 en 1957, 4 en 1958, 4 en 1959, 5 en 1960, 5 en 1961, 4 en 1962.
- Tournois des Cinq Nations disputés : 1955, 1956, 1957, 1958, 1959, 1960, 1961, 1962.

### Avec les Lions
- Capitaine des Lions en 1962 en Afrique du Sud.
- 3 sélections avec les Lions.